# Медем, Николай Николаевич (1867)
Барон Никола́й Никола́евич Медем (11 [23] января 1867 — 12 октября 1918, Пятигорск) — псковский губернатор (1911—1916), сенатор.
Из дворян Курляндской губернии. Сын генерал-лейтенанта барона Николая Николаевича Медема и Софьи Ивановны Капгер, внук генерала от артиллерии барона Н. В. Медема и сенатора И. Х. Капгера.
В 1888 году окончил Императорское училище правоведения с чином коллежского секретаря и поступил помощником следователя в Варшавскую судебную палату. В следующем году был назначен следователем Варшавского окружного суда. Затем служил товарищем прокурора Митавского (1893—1896) и Санкт-Петербургского (1896—1902) окружных судов.
Камер-юнкер (1892), титулярный советник (1895), коллежский асессор (1895), надворный советник (1900), коллежский советник (1903), статский советник (1905), камергер (1907), действительный статский советник (1910), тайный советник (1916).
В 1893 году женился на своей двоюродной сестре Татьяне Ивановне Горемыкиной (1872—1965), дочери товарища министра юстиции, будущего председателя Совета министров И. Л. Горемыкина. В браке родились дочери Мария и Ирина, сын Николай.
Занимал посты черниговского (1902—1903) и псковского (1903—1911) вице-губернатора. В январе 1911 года был назначен псковским губернатором. В Пскове владел имением Березки в погосте Любятово. Состоял почётным членом Псковского археологического общества. В 1915 году, когда 22 декабря 1915 года поступило повеление о назначении барона Медема Петроградским губернатором, Псковская городская дума избрала его почётным гражданином города. Из-за болезни к своим новым обязанностям он не приступал и уже в мае был от должности уволен. В том же году был назначен сенатором.
В 1918 году в Пятигорске был захвачен большевиками в заложники, зарублен (по другим данным — расстрелян) вместе с генералами Рузским, Радко-Дмитриевым, Тумановым, Перфильевым,  Шевцовым и полковниками Бочаровым и Шаховским и другими заложниками.
- Орден Святой Анны 2-й ст. (1907);
- Орден Святого Владимира 3-й ст. (1913);
- Орден Святого Станислава 1-й ст. (1915);
- Медаль «В память царствования императора Александра III» (1896);
- Медаль «В память коронации Императора Николая II» (1896);
- Медаль Красного Креста «В память русско-японской войны 1904—1905 гг.» (1906);
- Медаль «В память 300-летия царствования дома Романовых» (1913).